# Olivia May
Olivia Alaina May Tuck (* 22. Oktober 1985 in Fresno, Kalifornien) ist eine US-amerikanische Schauspielerin, Sängerin und Musikerin.

## Leben
May wurde am 22. Oktober 1985 in Fresno geboren. Ab 2008 begann sie regelmäßig in Film- und Fernsehproduktionen mitzuwirken. 2008 stellte sie in insgesamt 13 Episoden der Fernsehserie Co-Ed Confidential die Doppelrolle der Emmanuelle / Emily dar. 2009 verkörperte sie in der Komödie 18-Year-Old-Virgin die Hauptrolle der Katie Powers. Nach unter anderen Mitwirkungen in Kurzfilmproduktionen, war sie zu Beginn der 2010er Jahre als Episodendarsteller in Fernsehserien wie Mad Love, Happy Endings oder 2 Broke Girls zu sehen. 2017 stellte sie in acht Episoden der Fernsehserie Fight of the Living Dead die Rolle der DJ dar. Eine kleinere Filmrolle hatte sie 2020 in Renn, Liebling, Renn inne.
Sie ist auch als Sängerin und Musikerin tätig. In diesen Funktionen wirkte sie 2018 an den Fernsehserien Total Bellas und Jersey Shore Family Vacation mit.

## Filmografie (Auswahl)

### Schauspiel
- 2008: Blue Skied an' Clear (Kurzfilm)
- 2008: Casanovas (Fernsehserie, Episode 1x04)
- 2008: Co-Ed Confidential (Fernsehserie, 13 Episoden)
- 2009: Toy Boy (Spread)
- 2009: 18-Year-Old-Virgin
- 2009: Party Down (Fernsehserie, Episode 1x03)
- 2009: Lost Tales from Camp Blood: Part 6 (Kurzfilm)
- 2009: Lost Tales from Camp Blood: Part 5 (Kurzfilm)
- 2009: Lost Tales from Camp Blood: The Director’s Cut (Kurzfilm)
- 2010: Ouija (one) (Kurzfilm)
- 2010: The Purest Blue
- 2011: Mad Love (Fernsehserie, Episode 1x06)
- 2011: Happy Endings (Fernsehserie, Episode 1x07)
- 2011: Moth Finds a Home (Kurzfilm)
- 2012: 2 Broke Girls (Fernsehserie, Episode 2x06)
- 2013: You Reap What You Love (Kurzfilm)
- 2013: A Sense of Reality (Kurzfilm)
- 2013: Masters of Sex (Fernsehserie, Episode 1x09)
- 2014: Faking It (Fernsehserie, Episode 2x10)
- 2015: Surviving an Active Shooter (Kurzfilm)
- 2016: The Undergrounds (Fernsehserie)
- 2016: Westworld (Fernsehserie, Episode 1x01)
- 2016: Scream Queens (Fernsehserie, Episode 2x04)
- 2016: People Magazine: Investigativ (Fernsehdokuserie, Episode 1x05)
- 2017: Jammerzine’s The Week in #Indie (Fernsehserie, Episode 2x03)
- 2017: Fight of the Living Dead (Fernsehserie, 8 Episoden)
- 2017: Loyalty Club (Kurzfilm)
- 2017: Elsewhere
- 2017: Broke A$$ Rich Kid (Fernsehserie, 2 Episoden)
- 2018: May Tuck and the Hollywood Countrymen (Kurzfilm)
- 2018: Desert Shores
- 2020: Renn, Liebling, Renn (Run Sweetheart Run)
- 2023: How I Met Your Father (Fernsehserie, Episode 2x04)

### Filmmusik
- 2008: Blue Skied an’ Clear (Kurzfilm)
- 2015: A Deadly Adoption (Fernsehfilm)
- 2017: Phoenix Forgotten
- 2018: Total Bellas (Fernsehserie, 6 Episoden)
- 2018: Sacred Lies (Fernsehserie, Episode 1x05)
- 2018: Are You the One? (Fernsehserie, Episode 7x11)
- 2018: Island Medics (Fernsehdokuserie, Episode 2x05)
- 2018: Jersey Shore Family Vacation (Fernsehserie, 6 Episoden)

## Diskografie (Auswahl)
- 2018: Don’t Look, Erstveröffentlichung am 22. Januar 2018
- 2019: So Random, Erstveröffentlichung am 2. August 2019